# لويس ليما
لويس ليما (بالإسبانية: Luis Lima)‏ هو مغني ومغني أوبرا أرجنتيني، ولد في 12 سبتمبر 1948 في قرطبة في الأرجنتين.

## وصلات خارجية
- لويس ليما على موقع ميوزك برينز (الإنجليزية)
- لويس ليما على موقع أول ميوزيك (الإنجليزية)
- لويس ليما على موقع ديسكوغز (الإنجليزية)